# Presbiacusia

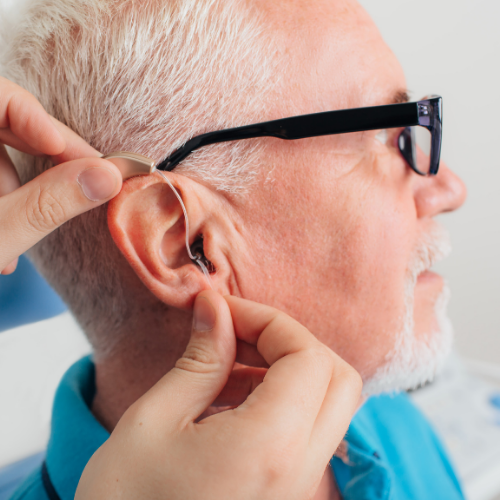
Exemplo de uso do Aparelho de Amplificação Sonora Individual (AASI), uma das alternativas para compensar a perda auditiva.

Presbiacusia ou perda de audição relacionada à idade é uma perda auditiva neurossensorial, gradual, bilateral e simétrica associada ao envelhecimento, causada pela degeneração progressiva das estruturas da cóclea e vias auditivas centrais. Esse tipo de perda, geralmente, primeiro afeta a detecção de sons nas frequências  agudas e depois, gradualmente, progride para as frequências médias e graves. No Brasil, a presbiacusia pode ser considerada um problema de saúde pública, tendo em vista que afeta entre 36,1% a 64,3% dos brasileiros com mais de 60 anos de idade.
As alterações audiológicas incluem ainda a dificuldade para compreensão da fala, especialmente em ambientes ruidosos. Essas alterações são experienciadas pelo indivíduo como dificuldades de comunicação com a família, amigos, em local de trabalho e estabelecimentos. Ainda são observados prejuízos à vida diária como ouvir rádio, assistir televisão, falar ao telefone, escutar música e frequentar atividades externas como aulas, reuniões e exercícios físicos em grupo. Outro fator relevante é o impacto significativo da presbiacusia na qualidade de vida geral dos pacientes, principalmente, por reduzir a capacidade de comunicação e a independência funcional do indivíduo. Por conta de todos esses fatores, atualmente, a presbiacusia ou envelhecimento do sistema auditivo, é a condição mais prevalente da causa de hipoacusia na população idosa e, se não houver o devido tratamento, as complicações podem ser graves com grande índice de demência e depressão, além de grande prejuízo na comunicação.

## Epidemiologia
A prevalência de deficiência auditiva na população idosa varia de 30 a 90%, e com o avançar da idade, aumentam a incidência e o grau de comprometimento da mesma. A presbiacusia é a principal causa de perda auditiva em idosos e a terceira patologia mais prevalente nesta população, sendo artrite e hipertensão arterial as duas mais comuns. Além disso, mostra-se mais frequente em idosos do sexo masculino, que também apresentam limiares tonais em altas frequências mais rebaixados em comparação às mulheres.
A presbiacusia decorre das alterações biológicas acarretadas pelo processo de envelhecimento do organismo, incluindo tecidos de estruturas do sistema auditivo. No entanto, sua etiologia é considerada complexa e multifatorial, uma vez que o envelhecimento de tal sistema advém do acúmulo de fatores desencadeadores ou potencializadores. Os desencadeadores consistem em aspectos intrínsecos, como aqueles de origem metabólica e vascular, além das pré-disposições hereditárias. Já os potencializadores correspondem a fatores extrínsecos, a exemplo de exposição excessiva ao ruído ou produtos ototóxicos ambientais, efeito de medicamentos ototóxicos, hábitos alimentares e alto nível de estresse.
Outros comportamentos também são reconhecidos por intensificar essa perda auditiva, como a ausência de atividade física e o tabagismo. Ainda, pontuam-se os traumas acústicos e doenças sistêmicas associadas, dentre elas o diabetes mellitus e a hipertensão não controlados, podendo levar à arteriosclerose crônica e, consequentemente, menor aporte sanguíneo ao ouvido interno.

## Classificação
Presbiacusia Sensorial –   Caracteriza-se  pela diminuição auditiva abrupta pela perda das células ciliadas externas, que acontece do  começo ao final do giro basal, e pode ir até  pelo menos 10 mm no comprimento,  envolvendo as frequências da fala na cóclea.
Presbiacusia Neural – É caracterizada pela diminuição do reconhecimento de fala e discriminação auditiva a grande mudança das patologias é que na presbiacusia neural ocorre a degeneração  e  perda de neurônios cocleares.  A perda de neurônios tende a ser difusa, envolvendo os três giros basal da cóclea.Nas frequências baixas, a perda auditiva manifesta-se de forma leve. As frequências mais altas apresentam  prejuízos auditivos maiores, variando de grau de severo (65 a menor que 80dB) a profundo (80 a menor que 95dB), caracterizado  por um reconhecimento de fala não compatível com os limiares  encontrados nos resultados audiométricos.
Presbiacusia Metabólica/Estrial – Causada por uma atrofia da estria vascular ou perda de tecidos das células estriadas no ápice e no meio do giro da cóclea  que são  responsáveis pela manutenção da função celular na orelha interna. A presbiacusia metabólica/Estrial é marcada pela curva plana na audiometria tonal, com boa discriminação auditiva, a perda auditiva nas frequências baixas varia de leve (20 a menor que 35db) a severa (65 a menor que 80dB) e nas frequências altas a variação é de moderada (35 a menor que 50dB) a profunda (80 a menor que 95dB).
Presbiacusia Mecânica- é caracterizada pela rigidez da membrana basilar que resulta em perda auditiva em frequências baixas, com reconhecimento de fala preservado.
Em 1993, dois novos tipos foram acrescentados como possíveis classificações: mista e indeterminada.
Mista - Mescla das categorias de perda auditiva anteriores, caracterizada por configuração descendente de caráter leve em baixas frequências e abrupto em altas. Ocorre perda de células ciliadas externas, neurônios cocleares e estria vascular.
Indeterminada - Falta de correlação entre os achados audiométricos e as alterações cocleares.
Além dessa divisão, Gates e Mills (2005), estudaram mais um tipo de presbiacusia chamada de central, caracterizada por alterações no processamento auditivo, sendo estas puramente centrais sem componente periférico, ou alterações como consequência de uma hipofunção periférica. As novas propostas de classificação foram elaboradas numa tentativa de atender às críticas que haviam sido realizadas ao modelo de Schuknecht em razão, principalmente, da dificuldade de divisão clara para a maior parte dos tipos de presbiacusia.
Em 1993, dois novos tipos foram acrescentados como possíveis classificações: mista e indeterminada.

## O declínio cognitivo e a presbiacusia
O declínio cognitivo parece estar associado à presbiacusia. Estudos identificam correlação da presbiacusia com prejuízos cognitivos, isolamento social, dificuldades emocionais, com risco aumentado para declínio funcional, tendo sido pontuada como importante fator de risco para a demência. Várias hipóteses tem sido discutidas sobre os mecanismos envolvidos na relação sensorial-cognitiva que poderiam explicar essa associação. Elas incluem:

### Teoria da Carga Cognitiva
Elaborada pelo psicólogo John Sweller, em 1998, relaciona-se com o conceito de esforço cognitivo, ou seja, a carga de processamento de informações demandada para a realização de uma tarefa. A fim de que haja compreensão da fala por um idoso com perda auditiva, maior atenção e concentração são exigidas, dessa forma, o elevado esforço auditivo para compensar a degradação do sinal sonoro e permitir o processamento perceptivo-auditivo, resultaria em sobrecarga cognitiva. Essa demanda excessiva leva a modificações cerebrais degenerativas, desviando recursos de outros processos cognitivos, a exemplo da memória de trabalho.

### Hipótese de Causa Comum
Desenvolvida com base na ideia de que haveria um mesmo fator responsável pelas alterações decorrentes da senilidade, sendo elas cognitivas ou não. Assim, surge a proposta a qual tanto a perda auditiva quanto o declínio cognitivo seriam consequências de modificações neurodegenerativas de causa comum no processo de envelhecimento cerebral.

### Hipótese em Cascata
Essa hipótese considera alterações cerebrais em decorrência direta da fraca estimulação sensorial percorrida até o cérebro, em que reduções de volume do córtex auditivo primário e/ ou volume cerebral total são identificados.
Além disso, indiretamente, outro fator a ser considerado é a falta de socialização do idoso com perda auditiva, uma vez que apresenta dificuldades de comunicação que o levam ao isolamento, associado a solidão, apatia e depressão. Tais fatores são considerados de risco e intensificadores para prejuízos cognitivos, inferior desempenho executivo e maior negatividade.
Desse modo, essa cascata de implicações diretas e indiretas vinculadas à perda auditiva no idoso poderia induzir o declínio cognitivo.

### Hiperdia Diagnóstica ou Hipótese do Presságio
Baseada no potencial de sobrediagnóstico do declínio cognitivo, essa hipótese traz a possibilidade de que os resultados indesejados nos testes neuropsicológicos aplicados para avaliação cognitiva, em indivíduos com perda auditiva, não resultem propriamente de alterações de cognição, mas sim da dificuldade de compreensão verbal das tarefas, dependente da audição.

## Diagnóstico

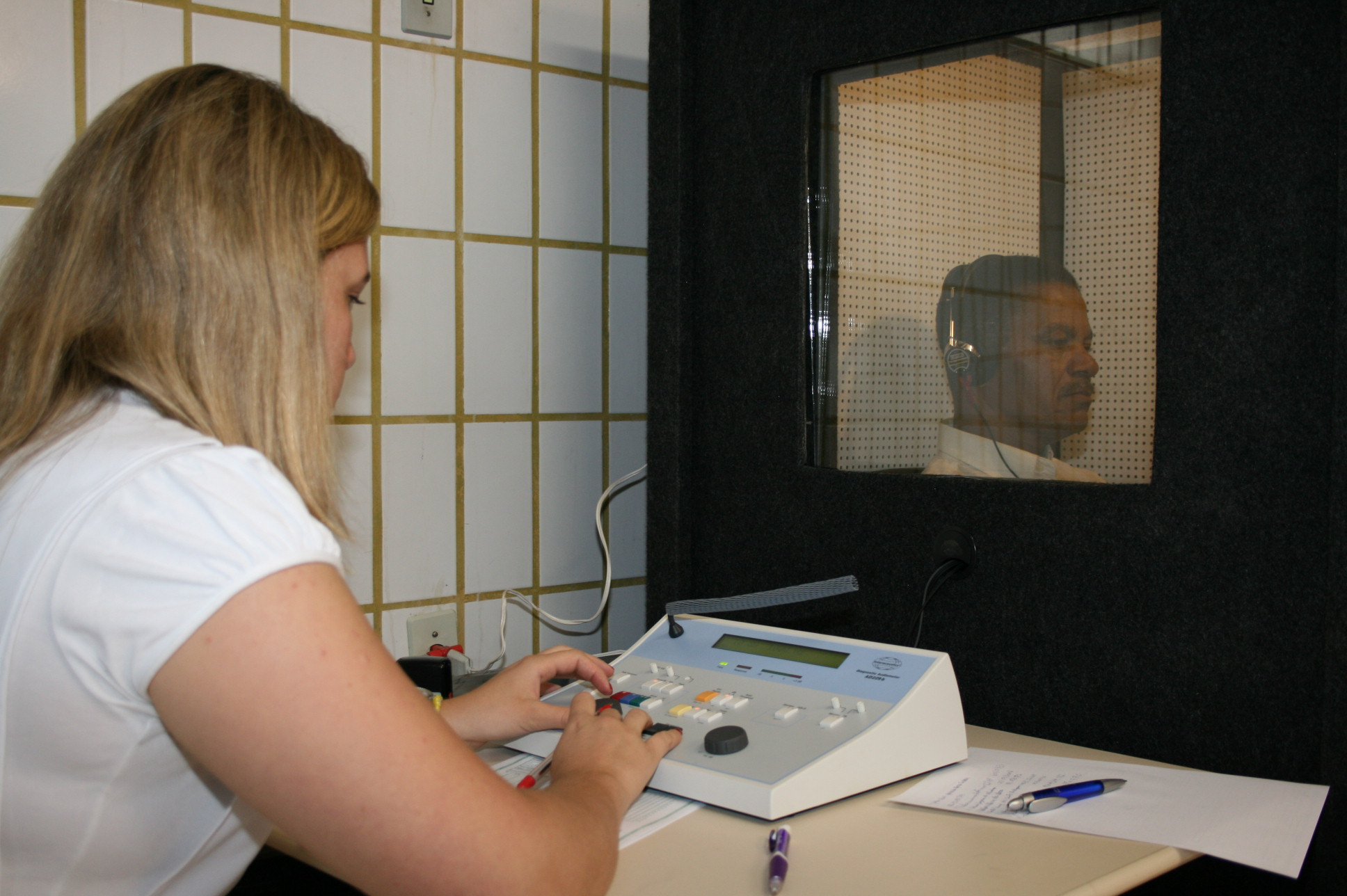
HearingExam

O diagnóstico das perdas auditivas deve ser composto por história clínica (anamnese) e exames audiológicos. Para investigação do histórico da perda auditiva, considera-se a pesquisa por fatores desencadeadores (doenças metabólicas, cardiovasculares e imunológicas associadas e hereditariedade) e potencializadores (exposição ao ruído, medicamentos ototóxicos e estilo de vida).
Nem sempre o idoso apresentará queixas auditivas, o que pode causar um atraso no processo de avaliação e reabilitação. Assim, sugere-se a aplicação de questionários ou procedimentos de triagem nas consultas de rotina, visando a identificação de possíveis perdas auditivas e os devidos encaminhamentos e, desse modo, intervir para minimizar os impactos causados pela dificuldade de comunicação.
Quanto à avaliação audiológica, é realizada a audiometria tonal, desempenhada por fonoaudiólogos ou médicos, a qual permite estabelecer o tipo e o grau da perda auditiva. Além da audiometria tonal, o diagnóstico é complementado pela audiometria de fala (logoaudiometria), em que é possível avaliar a discriminação e a detecção da fala, bem como avaliar se há declínio também no processamento auditivo central, com testes de fala com sentenças no silêncio e no ruído, e classificar o prejuízo que a perda auditiva está trazendo para a comunicação.

## Tratamento

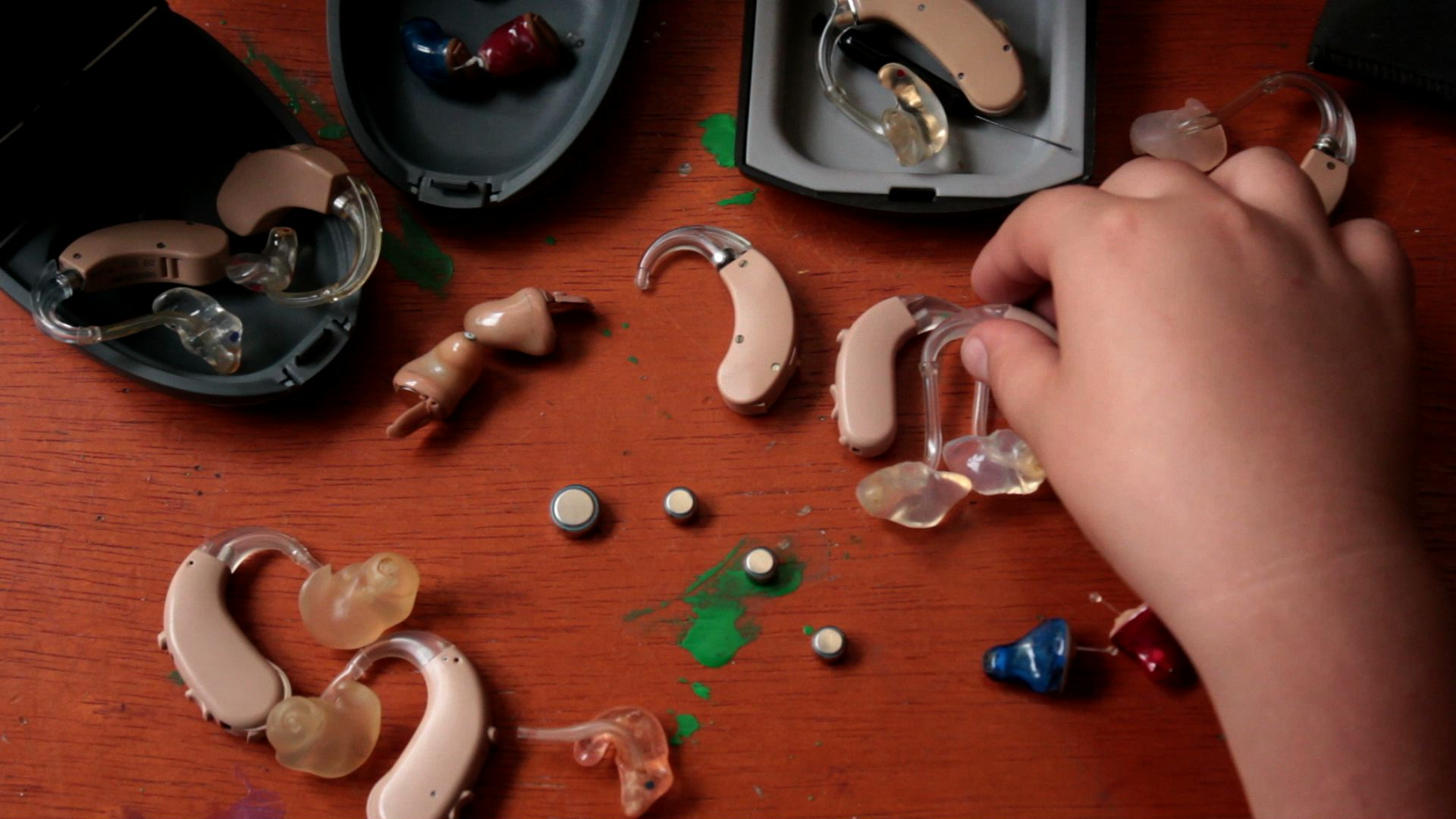
Dispositivos eletrônicos de amplificação sonora e diferentes locais de uso

A presbiacusia desencadeia, para além da diminuição da audição, em redução da inteligibilidade de fala e limitações na vida diária, que resultam em uma série de sentimentos negativos e de inferioridade pelo idoso. Os sinais são agravados com o envelhecimento, pois estão acontecendo concomitantemente à mudanças biológicas, psicológicas e sociais no indivíduo. Esse conjunto de manifestações irá agravar ainda mais a qualidade da comunicação do paciente idoso
Devido à degeneração a nivel cortical e das células do sistema nervoso central (neurônios) em função do envelhecimento, os problemas causados pela privação sensorial auditiva impactam no Processamento Auditivo Central (PAC), que refere-se às habilidades auditivas de localização e lateralização sonora, discriminação auditiva, reconhecimento de padrão auditivo, aspectos temporais da audição, figura-fundo, fechamento auditivo e aspectos binaurais da audição, de atenção, cognição e memória. A literatura indica que o tempo de privação é diretamente relacionado com a diminuição dessas habilidades e da plasticidade neural. Consequentemente, aqueles indivíduos que procuram reabilitação auditiva precocemente obterão melhores resultados em comparação àqueles que iniciarem o tratamento tardiamente.
A perda auditiva não tem cura, mas as dificuldades podem ser amenizadas por meio dos Aparelhos de Amplificação Sonora Individuais, os conhecidos aparelhos auditivos, a fim de reestabelecer a função comunicativa tanto quanto possível. É importante que sua adaptação e uso ocorra logo após definição do diagnóstico, buscando controlar a progressão em grau da perda. Além da seleção do dispositivo eletrônico, um programa de reabilitação audiológica amplo, que inclua acolhimento e atenção às demandas emocionais do usuário, bem como de seus familiares pode ajudar a minimizar as consequências negativas da presbiacusia. Também se torna essencial o manejo das dificuldades como manuseio do aparelho e outras orientações pertinentes, considerando ainda o trabalho de reeducação auditiva com estratégias de comunicação, de modo a possibilitar que o idoso seja inserido novamente às atividades familiares e sociais com qualidade. Ademais, o Implante Coclear (IC) também pode ser indicado para os casos de perda auditiva mais agravados.

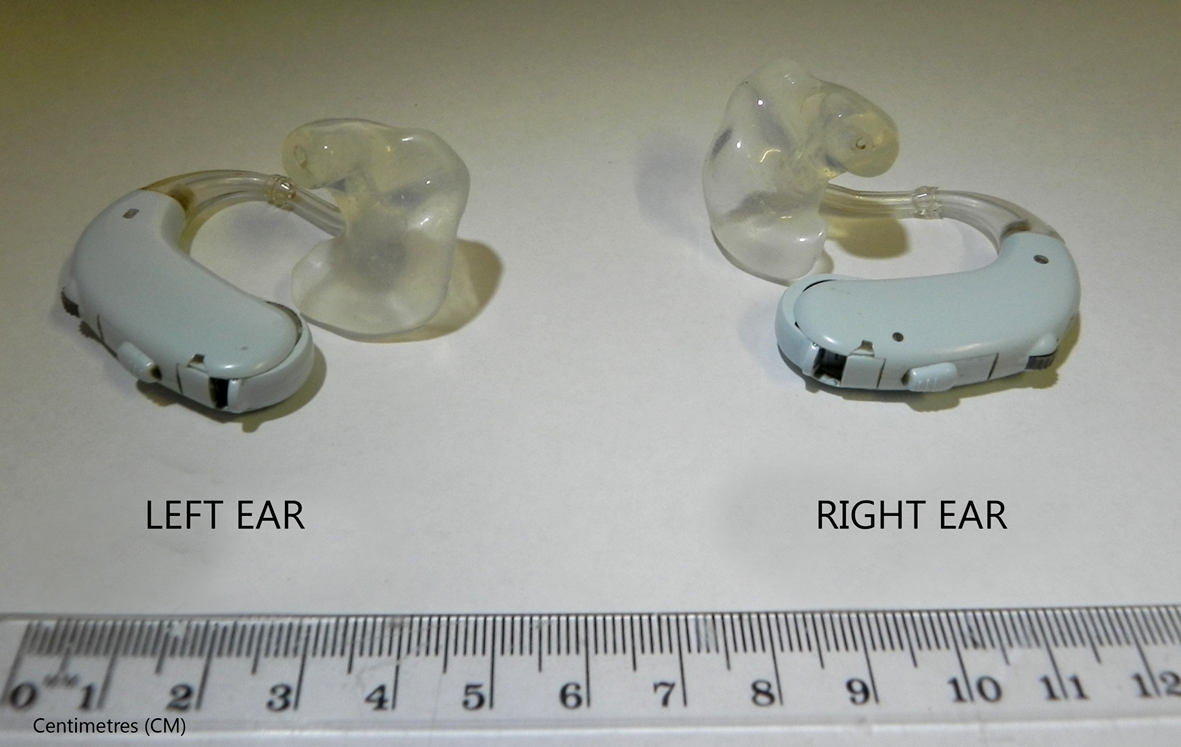
AASI retroauricular, com molde de silicone

### Aparelhos de Amplificação Sonora Individual (AASI)
Visando amenizar os impactos da perda auditiva e melhorar a qualidade de vida dos idosos com Presbiacusia, o uso das Próteses Auditivas é uma das possibilidades. Estudos indicam uma associação positiva entre o uso de próteses de amplificação sonora e as funções cognitivas, diretamente relacionado com a melhora das habilidades auditivas. A partir dos achados na avaliação audiológica completa e das queixas do paciente, bem como as suas dificuldades auditivas, necessidades de comunicação, suas expectativas com o uso da prótese, limitações nas atividades diárias e restrições por conta da perda auditiva, o fonoaudiólogo, junto com o paciente e seus familiares, avaliam a melhor opção de amplificação para a sua reabilitação. São avaliados ainda, aspectos de sensibilidade e destreza dos dedos, dores e rigidez na articulação e a cognição do idoso, pois além da prótese, é importante a integridade de funções cognitivas para uma comunicação efetiva no ruído
Quanto aos Aparelhos de Amplificação Sonora Individuais (AASI) propriamente ditos, possuem componentes básicos para seu funcionamento: microfone para captação do sinal acústico e sua transformação em sinal elétrico; amplificador para intensificar e modificar o estímulo elétrico recebido pelo microfone; receptor para captar o sinal elétrico intensificado pelo amplificador e sua transformação em sinal acústico; as pilhas para o funcionamento dos dispositivos; e, ainda, controles manuais para que o usuário possa ter maior autonomia nos ajustes de volume de acordo com o ambiente acústico. Os dispositivos podem ser, quanto ao local de uso: retroauriculares, que podem ser adptados para todos os tipos, graus e configurações de perdas auditivas e faixas etárias, e são utilizados atrás da orelha, com todos os seus componentes dentro de uma caixa acoplada e molde próprio para o indivíduo ou olivas/tulipas; intra-aurais, adaptados na orelha externa com todos os componentes em uma cápsula personalizada para a orelha do paciente; por fim, amplificação por condução óssea, nos casos em que não seja possível a amplificação por via aérea, vistas anteriormente. Em relação aos moldes ou domos para o aparelho auditivo retroauricular, são escolhidos ou confeccionados (molde) de acordo com as necessidades de cada indivíduo e levam em consideração as condições de orelha média e necessidade ou não da maior vedação acústica de acordo com a perda auditiva apresentada.

### Implante Coclear (IC)

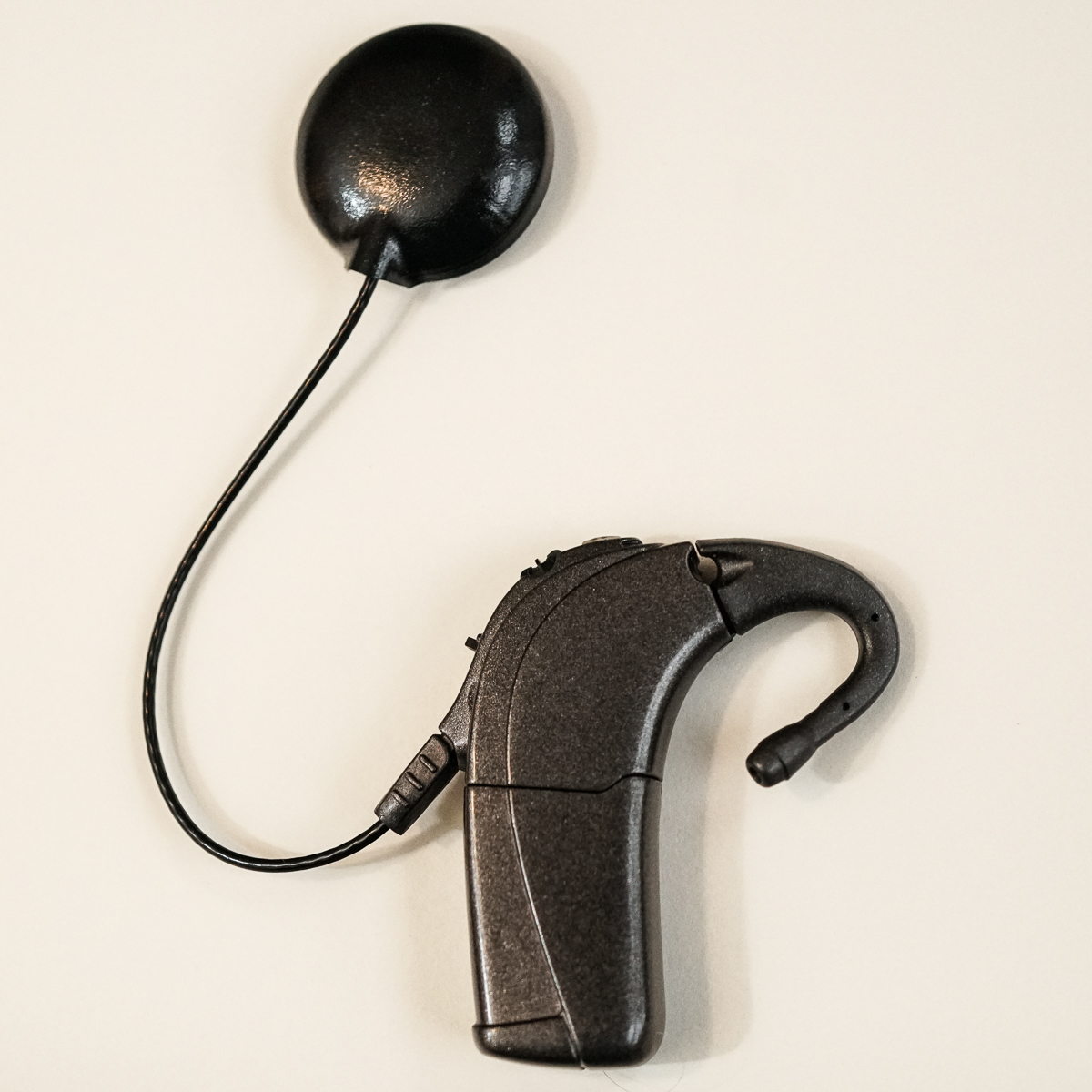
Implante Coclear - componente externo

O Implante Coclear (IC) trata-se de um dispositivo eletrônico que realiza a função das células ciliadas danificadas e/ou ausentes, a partir da transformação da energia sonora em baixos níveis de cprrente elétrica para estimular as fibras do nervo auditivo.
Quando o uso de AASI pelo paciente idoso não suprir as suas necessidades auditivas para discriminar a fala e compreender sentenças, é indicado o implante como segunda opção. Estudos confirmam melhora considerável do desempenho auditivo já em 30 dias após a implantação, com melhora significativa de limiar após um ano da cirurgia. Assim, apesar dos fatores de envelhecimento e do tempo de privação auditiva, o IC pode oferecer benefícios nas habilidades audiológicas e na qualidade de vida dos pacientes idosos. O IC destaca-se, também, como um importante meio para prevenção e tratamento das demências e depressão para essa população, tendo em vista que o uso contínuo das capacidades cerebrais e estímulos intelectuais podem aumentar a cognição e retardar o aparecimento dessas doenças.

### Treinamento Auditivo Acusticamente Controlado
À medida que o indivíduo volta aos diferentes ambientes acústicos, recebe e aprende a usar as pistas de fala proporcionadas a partir da amplificação sonora. O perído de 4 a 12 semanas após a adaptação ao aparelho é chamado de "aclimatização perceptual", mas pode chegar até 6 meses. Considerando que o reconhecimento e a compreensão da fala necessitam da integridade das habilidades auditivas, estudos indicam que idosos que realizam treinamento auditivo após a adaptação da prótese possuem melhora considerável na discriminação auditiva em comparação àqueles sem treinamento.
Após a escolha e uso da prótese auditiva, mesmo com a recuperação da sensibilidade e melhora dos limiares auditivos, as alterações no processamento dos sons pode persistir. Um treinamento auditivo refere-se ao conjunto de condições e tarefas realizadas para ativar os sistemas relacionados à audição para proporcionar a reorganização cortical. O terinamento irá trabalhar as habilidades de atenção e memória e segue princípios fundamentais de reforço positivo, frequência e intensidade, repetição, simplificação de tarefas para aumentar o número de acertos, desafios e aumento progressivo do grau de dificuldade, a partir da participação ativa do paciente. Idealmente, deve ser realizado de forma intensa e frequente, entre oito a treze sessões com duração de 45 minutos cada, aproximadamente. Além disso, é importante que o tratamento leve em consideração as maiores dificuldades do paciente e, também, o tipo de prótese que utiliza. Os processos a serem trabalhados irão envolver o reconhecimento e discriminação de sons verbais e não verbais, ordenação e resolução temporal, figura-fundo para sons verbais e não verbais e fechamento auditivo:
Discriminação auditiva: Nessa tarefa, o paciente irá diferenciar uma sequência com sons curtos e/ou longos, ou seja, que diferem na duração do estímulo
Resolução Temporal: Tarefa em que o paciente irá identificar intervalos de silêncio no ruído ou intervalos que separam dois sons.
Figura-fundo para sons verbais: Para trabalhar com frases, elas são apresentadas junto com mensagens competitivas, em tarefas de escuta dicótica (estímulos diferentes em cada orelha) e monótica (estímulos diferentes na mesma orelha). Para trabalhar com dígitos, palavras e sílabas, trabalha-se também a integração binaural (estímulos apresentados em ambas as orelhas).
Figura-fundo para sons não verbais: Realiza-se as mesmas tarefas para os sons verbais, porém, com sons não verbais (miado do gato ou latido do cachorro, por exemplo).
Fechamento auditivo: são utilizados estímulos verbais na presença de ruído competitivo, apresentadas em condições favoráveis e desfavoráveis, com ruídos white noise, speech noise ou narrow band.